# Epitola flavoantennata
Epitola flavoantennata är en fjärilsart som beskrevs av Roche 1954. Epitola flavoantennata ingår i släktet Epitola och familjen juvelvingar. Inga underarter finns listade i Catalogue of Life.